# 필라르 루비오
필라르 루비오(Pilar Rubio, 1978년 3월 17일 ~ )는 스페인의 사회자, 배우, 모델이다. 2012년부터 축구 선수 세르히오 라모스와 교제 중이다.